# Phantom of the Megaplex
Phantom of the Megaplex (título en español: El fantasma del megacine o El fantasma del Megaplex) es una Película Original de Disney Channel transmitida por primera vez en Estados Unidos el 10 de noviembre del 2000, por Disney Channel. Fue dirigida por Blair Treu y protagonizada por Taylor Handley, Jacob Smith y Caitlin Wachs.

## Sinopsis
Pete Riley, de 17 años, vive con su madre y sus dos hermanos pequeños Karen y Brian, y trabaja como subgerente en el cine de la ciudad, en el que se rumorea que hay un fantasma merodeando. Una serie de acontecimientos extraños alimentan el mito del fantasma del megacine.

## Reparto
- Taylor Handley - Pete Riley
- Caitlin Wachs - Karen Riley
- Jacob Smith - Brian Riley
- Corinne Bohrer - Julie Riley
- Mickey Rooney - Movie Mason (Peli Mason en español)
- Rich Hutchman - Shawn MacGibbon
- John Novak - George
- Colin Fox - Wolfgang Nedermayer
- Ricky Mabe - Ricky Leary
- Julia Chantrey - Terri Tortora
- Joanne Boland - Hillary Horan
- J.J. Stocker - Mark Jeffries
- Lisa Ng - Lacy Ling
- Joe Pingue - Merle
- Heather Bertram - Caitlin Carrigan
- Jennifer Bertram - Lisa
- Jeff Berg - Donny Holly
- Daniel DeSanto - Zeke
- Jeffrey Akomah - Frank
- Nicole Hardy - April Popko
- Marcia Diamond - Verna
- Ellen-Ray Hennessy - Tory Hicks
- Carlo Rota - Tyler Jesseman
- Eric Hempsall - Lamonica
- Larissa Gomes - Madison-Ashley Metts (no acreditada)
- Edie Inksetter - Cowgirl (no acreditada)
- Lee Rumohr - Football Hunk (no acreditado)
- Whitney Zanette - Erica (no acreditada)